# Scaptotrigona
Scaptotrigona is een geslacht van vliesvleugelige insecten uit de familie bijen en hommels (Apidae)

## Soorten
- S. affabra (Moure, 1989)
- S. barrocoloradensis (Schwarz, 1951)
- S. bipunctata (Lepeletier, 1836)
- S. depilis (Moure, 1942)
- S. emersoni (Schwarz, 1938)
- S. fulvicutis (Moure, 1964)
- S. hellwegeri (Friese, 1900)
- S. jujuyensis (Schrottky, 1911)
- S. limae (Brèthes, 1920)
- S. luteipennis (Friese, 1901)
- S. mexicana (Guérin-Méneville, 1845)
- S. ochrotricha (Buysson, 1892)
- S. pectoralis (Dalla Torre, 1896)
- S. polysticta Moure, 1950
- S. postica (Latreille, 1807)
- S. subobscuripennis (Schwarz, 1951)
- S. tricolorata Camargo, 1988
- S. tubiba (Smith, 1863)
- S. wheeleri (Cockerell, 1913)
- S. xanthotricha Moure, 1950